# Krystyna Skarbek

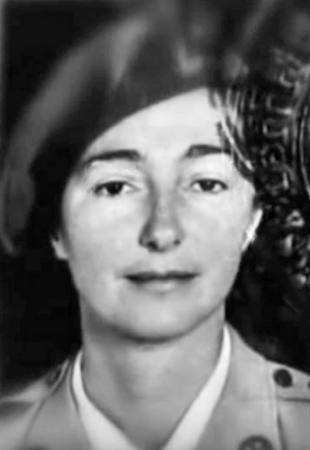
Krystyna Skarbek, 1945

Gräfin Maria Krystyna Janina Skarbek, alias Christine Granville OBE (* 1. Mai 1908 in Trzepnica bei Gorzkowice, Russisches Kaiserreich; † 15. Juni 1952 in London), war eine polnische Agentin der Spezialeinheit Special Operations Executive (SOE) des britischen Nachrichtendienst Secret Intelligence Service (SIS).

## Leben

### Vorkriegsjahre
Krystyna Skarbek – Tochter des katholischen polnischen Grafen Jerzy Skarbek und seiner Frau Stefania Skarbek, geborene Goldfeder, einer jüdischen Bankierstochter – verbrachte mit Reiten, Bergsteigen sowie Teilnahme an einer Misswahl eine unbeschwerte Jugend.
Skarbek zog mit zweiundzwanzig Jahren 1930 – nach dem Tod des Vaters – mit der Familie nach Warschau. Dort heiratete Krystyna Skarbek im Jahr 1933 den Industriellen Gustav Gettlich. Die Ehe dauerte ein halbes Jahr. Im November 1938 heiratete sie den polnischen Schriftsteller und Diplomaten Jerzy Giżycki. Die Neuvermählten gingen in diplomatischen Diensten nach Kenia. Bei Ausbruch des Zweiten Weltkriegs waren beide in Addis Abeba. Das Paar verließ Afrika in Richtung Frankreich. Von dort reiste Krystyna Giżycka allein nach England.

### Agentin im Krieg
Krystyna Skarbek-Giżycka meldete sich freiwillig bei der SOE und wurde als 1915 geborene Christine Granville nach Ungarn geschickt. In Budapest galt sie als Journalistin und arbeitete mit dem SOE-Agenten und Offizier der Polnischen Landstreitkräfte Andrzej Kowerski (1912–1988), Deckname Andrew Kennedy, zusammen. Von Budapest aus reiste Krystyna Skarbek dreimal über die Slowakei als Tatra-Kurier nach Polen ein und vermittelte Kontakte des britischen SIS zu Stefan Witkowskis (1903–1942) Untergrundorganisation Musketiere (poln. Muszkieterzy, Muszkieterowie, „Mu“, „Nurki“, „Regimenty Mu“, „Żupany“). Die Musketiere funkten dann aus Podkowa Leśna nach England. Zusammen mit Kowerski bereitete Skarbek die Flucht der Polen aus ungarischen Lagern vor, die von England aus gegen das Deutsche Reich kämpfen wollten. Die beiden Agenten übermittelten den Engländern Informationen zum vermutlichen Angriffstermin der Wehrmacht auf die Sowjetunion.
Krystyna Skarbek besuchte 1940 ihre Mutter Stefania Skarbek in Warschau und wollte sie zur Flucht aus Polen überreden. Am 31. Januar 1942 wurde ihre Mutter in Pawiak von den Deutschen inhaftiert und später ermordet.
Krystyna Skarbek und Andrzej Kowerski dienten in England unter Francis Cammaerts (1916–2006) als SOE-Agenten und wurden, als die Wehrmacht den Balkanfeldzug begann, nach Kairo beordert. Da Skarbek fließend Französisch sprach und es ziemlich einfach war, britische Agenten aus Ägypten nach Frankreich einzuschleusen, assistierte sie als Pauline Armand im Sommer 1944 in Frankreich Sir Arthur Douglas Dodds-Parker (1909–2006) unter anderen am Col de Larche bei der Formierung der Maquisard zusammen mit der Resistenza gegen die Gestapo. Ihrem Wunsch zur Teilnahme am Warschauer Aufstand entsprachen die Engländer nicht. Im April 1945 wurde Skarbek in Kairo demobilisiert und erhielt 100 £ als Abfindung (ein Jahressold betrug damals durchschnittlich 300 £).

### Nachkriegsjahre
Am 1. August 1946 ließ sie sich im polnischen Konsulat in Berlin von Jerzy Giżycki scheiden. Die letzten Jahre ihres Lebens arbeitete sie in London als Verkäuferin und Telefonistin. Als Stewardess auf der Ruahine, einem Passagierschiff der britischen New Zealand Shipping Company, begegnete sie ihrem späteren Mörder, dem Steward Dennis George Muldowney. Er erstach sie aus niederen Beweggründen am 15. Juni 1952 im Londoner Hotel Shelbourne in Earls Court, nachdem sie seine Avancen zurückgewiesen hatte. Muldowney wurde zum Tode verurteilt und am 30. September 1952 im Pentonville-Gefängnis vom Henker Albert Pierrepoint gehängt. Krystyna Skarbek wurde auf dem römisch-katholischen Friedhof St. Mary in Kensal Green im Nordwesten von London beigesetzt.

## Biographien
- Madeleine Masson: Christine, a search for Christine Granville, G.M., O.B.E., Croix de Guerre. Hamilton, London, 1975, ISBN 0-241-89274-0. Neuauflage: Virago, London 2005, ISBN 1-84408-238-5.
- Jan Larecki: Krystyna Skarbek: Agentka o wielu twarzach. Książka i Wiedza, Warschau, 2008, ISBN 83-05-13533-0 („Krystyna Skarbek: Agentin mit vielen Gesichtern“).
- Clare Mulley: The Spy Who Loved: the Secrets and Lives of Christine Granville, Britain’s First Special Agent of World War II. Pan, London, 2012, ISBN 1-4472-0118-3 / St. Martin’s, New York 2012, ISBN 1-250-03032-3.
- Ronald Nowicki: The Elusive Madame G.: A life of Christine Granville. CreateSpace Independent Publishing Platform, 2013, ISBN 1-4949-3697-6 (ausführliche Literaturangaben auf S. 354–359).
- Maria Nurowska: Miłośnica. W.A.B., ISBN 978-8388221767  („Wie ein Baum ohne Schatten“)

## Ehrungen

### Großbritannien
- Order of the British Empire, Officer (OBE)
- George Medal
- 1939–1945 Star
- Africa Star
- Italy Star
- France and Germany Star
- War Medal 1939–1945

### Frankreich
- Croix de Guerre 1939–1945